# Kościół Ewangelicko-Augsburski w Gogolinie
Kościół Ewangelicko-Augsburski – ewangelicko-augsburski kościół filialny, położony przy ulicy Strzeleckiej 34 w Gogolinie.
Kościół należy do parafii ewangelicko-augsburskiej w Opolu w diecezji katowickiej.

## Historia kościoła
Świątynia została wybudowana w latach 1908–1909.